# Blandine L’Hirondel

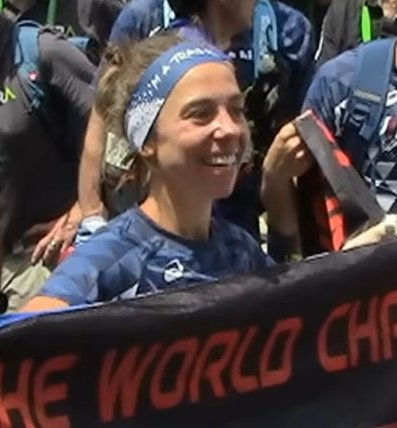
Blandine L’Hirondel, 2019

Blandine L’Hirondel (* 3. März 1991) ist eine französische Athletin spezialisiert auf Traillauf und Berglauf. Sie ist zweifache Welt- und Europameisterin im Traillauf.

## Leben
Blandine L'Hirondel lebt in der Präfektur Mende im Département Lozère. Sie ist von Beruf Gynäkologin.

## Trail- und Ultramarathon
L’Hirondel ist Trail-Weltmeisterin 2019 und -Europameisterin 2022 (Einzel & Team). 2020 und 2021 siegte sie bei den französischen Meisterschaften im Berg- und Traillauf.
2022 siegte sie beim CCC im Rahmen des Ultra-Trail du Mont-Blanc.
Bei den Berg- und Traillauf-Weltmeisterschaften in Thailand siegte sie 2022 über die Ultra-Distanz (80 km) mit 12 Minuten Vorsprung vor Ida Nilsson und verteidigte damit erfolgreich ihren Titel. Bei den Berg- und Traillauf-Weltmeisterschaften 2023 in Innsbruck-Stubai musste sie im Trail Long bereits nach knapp 18 Kilometern aufgeben und konnte ihren Titel nicht erneut verteidigen.
Beim Ultra-Trail du Mont-Blanc 2023, ihrem ersten Rennen über 100 Meilen, wurde sie Dritte hinter Courtney Dauwalter und Katharina Hartmuth.

## Sportliche Erfolge (Auswahl)
2019
- 1. Platz, Trail-Weltmeisterschaften 44 km, Portugal[5]
- 3. Platz, Berglauf-Weltmeisterschaften Langdistanz 41,5 km, Argentinien

2020
- 1. Platz, Französische Berglauf-Meisterschaften 12,5 km, Frankreich

2021
- 3. Platz, Marathon du Mont Blanc 38 km, Frankreich
- 4. Platz, Berglauf Sierre–Zinal 31 km, Schweiz
- 1. Platz, OCC im Rahmen des Ultra-Trail du Mont-Blanc 56 km, Frankreich[6]
- 1. Platz, französische Berglauf-Meisterschaften 13,6 km, Frankreich
- 1. Platz, französische Trail-Meisterschaften Langdistanz 54 km, Frankreich

2022
- 1. Platz, Trail du Ventoux 46 km, Frankreich
- 1. Platz, Trail-Europameisterschaften 47,4 km, Spanien[7]
- 1. Platz, CCC im Rahmen des Ultra-Trail du Mont-Blanc 101 km, Frankreich
- 1. Platz, Berglauf- und Trail-Weltmeisterschaften Ultra-Distanz 80 km, Thailand[8]

2023
- 1. Platz, Lyon Urban Trail 37 km, Frankreich
- 3. Platz, UTMB im Rahmen des Ultra-Trail du Mont-Blanc 100 Meilen, Frankreich